# يان كيلي (كاتب أغاني)
يان كيلي هو كاتب أغاني كندي، ولد في 30 مارس 1979 في مونتريال في كندا.

## وصلات خارجية
- الموقع الرسمي
- يان كيلي على موقع ميوزك برينز (الإنجليزية)
- يان كيلي على موقع أول ميوزيك (الإنجليزية)
- يان كيلي على موقع ديسكوغز (الإنجليزية)